# Humbug (magazine)
Humbug was een Belgisch tijdschrift en website voor film. Het geïllustreerde magazine verscheen van  oktober 2021 tot januari 2024 vier keer per jaar. Elk nummer zoomde in op één thema, om op die manier oude en minder oude films door een actuele lens te bekijken. Online werden de nieuwste films belicht.

## Geschiedenis
Het magazine werd tijdens de coronacrisis in 2021 opgericht door filmjournalisten Johannes De Breuker, Fien Meynendonckx, Ruben Aerts en vormgever Emma Geets. Later trad Hanne Schelstraete tot de kernredactie toe.
De initiatiefnemers wilden zetten op diepgang en traagheid om een antwoord te bieden op de tanende aandacht voor film in populaire media. Ze haalden IndieWire, Vulture en Little White Lies aan als inspiratiebronnen.
Na tien themanummers nam het magazine begin 2024 afscheid van print. Eind mei 2024 werd ook gestopt met het updaten van de website. 